# Tschappel
Tschappel ist eine deutsche Comedy-Serie von Marius Beck und Marc Philip Ginolas mit Jeremias Meyer in der Hauptrolle.
Das Wort „Tschappel“ stammt aus dem Oberschwäbischen und ist eine liebevolle Bezeichnung für jemanden, der voller Naivität, Tollpatschigkeit und Leichtfertigkeit durchs Leben geht.

## Handlung
Carlo Brenner ist ein junger Mann aus Hintervorderbach in Oberschwaben, der nach dem Abitur auf der Suche nach sich selbst ist. Statt seinen Schwarm Pia zum Work-&-Travel nach Australien zu begleiten, muss er den Sommer in der Gastwirtschaft seiner Eltern verbringen, um den Schaden zu begleichen, den er an seines Vaters Oldtimer verursacht hat. Gemeinsam mit seinen besten Freunden BlaBla und Aydin versucht Carlo, seine Hoffnungen auf Selbstbestimmung und neue Erfahrungen zu verwirklichen. Doch in seiner Heimat, in der alles beim Alten bleibt, gerät er immer wieder in chaotische Situationen, die seinen Ruf als „Tschappel“ nicht gerade verbessern.
Als Carlo einige Wochen später nach einer ungewöhnlichen Beerdigung genug Geld geschenkt bekommen hat, um nach Australien reisen zu können, kommt ihm auf der Fahrt zum Flughafen plötzlich Pia entgegen. Vor Schreck (oder absichtlich?) fährt er erneut das Auto seines Vaters kaputt und rennt Pia hinterher. Mit dieser Szene endet die erste Staffel.

## Produktion
Die im Auftrag von ZDFneo entstandene Serie ist die erste Produktion der LAX Entertainment, die das Projekt gemeinsam mit der Apollonia Film produzierte. Marius Beck schrieb zusammen mit Marc Philip Ginolas die Drehbücher und war auch einer der Produzenten der Serie. Marc Philip Ginolas und Carly Coco übernahmen die Regie.
Das Maskenbild gestalteten Stefanie Bauer und Jennifer Brünn, das Kostümbild Olivia Andrione, das Szenenbild Simon Schabert und Kerstin Wimmer, den Ton Claudio Demel.
Hauptdarsteller Jeremias Meyer musste für die Serie schwäbisch lernen. Die Dreharbeiten begannen im August 2024. Der Schnitt durch Katja Beck war kurz vor Weihnachten fertiggestellt.

## Veröffentlichung und Episodenliste
Die Serie umfasst acht Folgen. Sie feierte ihre Premiere am 22. Januar 2025 auf dem 46. Filmfestival Max Ophüls Preis sowie am 17. Mai 2025 „Oberschwaben-Premiere“ in Zußdorf. Sie ist seit dem 23. Mai 2025 für ein Jahr in der ZDF-Mediathek abrufbar. Ab 3. Juni werden wöchentlich zwei Folgen direkt hintereinander auf ZDFneo ausgestrahlt.

### 1. Mehr Schwein als Sein
Erstausstrahlung: 3. Juni 2025
Regie: Marc Philip Ginolas
Carlo lebt im schwäbischen Dorf Hintervorderbach. Um seinem Schwarm Pia nah zu sein, will er mit ihr nach dem Abitur zum Work & Travel nach Australien reisen. Auf dem Rückweg vom Abiball nimmt er in dem von seinem Vater geliehenen Auto seine Freunde BlaBla und Aydin, seine Tante Gabi und spontan auch Pia mit. Letzteres bedeutet aber, dass er trotz Verbot seines Vaters über Bixenweiler fahren muss – auf der Strecke herrscht reger Wildwechsel. Als eine Ratte die Straße überquert, fährt Carlo vor Schreck gegen einen Baum. Die Gruppe beschließt, das Auto auf die Umgehungsstraße zu schieben und dort einen Wildunfall zu inszenieren. Wegen einer Dashcam im Auto fliegt die Lüge jedoch auf. Carlo muss den Schaden in der väterlichen Wirtschaft abarbeiten und kann deshalb vorerst nicht nach Australien.

### 2. Der Gott des Geschnetzels
Erstausstrahlung: 3. Juni 2025
Regie: Carly Coco
Aus Frust über das verpasste Festival „Rock am Ding“ verletzt Carlo versehentlich seine Mutter mit einem Globus. Während seine Eltern im Krankenhaus sind, übernimmt Carlo eigenmächtig das Catering einer Silberhochzeitsgesellschaft. Am Ende gelingt es ihm mithilfe seiner Freunde, das Menü zu retten.

### 3. Papa (T)ante Sportplatz
Erstausstrahlung: 10. Juni 2025
Regie: Carly Coco
Tante Gabi hat vor vielen Jahren ihrem damaligen Liebhaber Gunnar eine Schwangerschaft vorgetäuscht, um Unterhalt zu bekommen. Nun will der Vater seinen Sohn kennenlernen und Gabi bittet Carlo, ihn zu spielen. Gunnar schenkt Carlo seinen alten BMW und gibt ihm Beziehungstipps. Carlos Date mit Pia im lokalen India-Imbiss geht daraufhin schief. Als Carlo Gunnar daraufhin zufällig im Gasthaus begegnet, beschimpft er ihn vor seinen richtigen Eltern und das Schauspiel fliegt auf. Gunnar macht sich samt BMW wieder davon, während Carlo sich bei Pia für sein Verhalten entschuldigt.

### 4. 1000 Jahre Hintervorderbach
Erstausstrahlung: 10. Juni 2025
Regie: Carly Coco
Carlo wird wegen gefälschter Rabattmarken vom Jubiläumsfest „1000 Jahre Hintervorderbach“ ausgeschlossen. In zwei Tagen fliegt Pia nach Australien – Carlo nutzt die letzte Chance und gesteht ihr seine Liebe.

### 5. Das nullte Mal
Erstausstrahlung: 17. Juni 2025
Regie: Marc Philip Ginolas
Seit Pias Abreise ist Carlo niedergeschlagen. Seine Freunde täuschen einen Geburtstag vor, um ihn zum Feiern zu bewegen. Beim Alkoholkauf an der Tankstelle lernt Carlo die Kassiererin Melissa kennen. Nach der Feier begleitet Melissa Carlo nach Hause, doch zum Sex kommt es nicht – die Familie ist noch wach.

### 6. Oben ohne, Down Under
Erstausstrahlung: 17. Juni 2025
Regie: Marc Philip Ginolas
Bei großer Hitze kommt Blabla auf die Idee, die Güllegrube auf dem Hof seiner Eltern in ein Schwimmbecken umzuwandeln – seine Eltern sind gerade sowieso nicht zu Hause. Dank Feuerwehrmitglied Andi wird das Becken schnell gefüllt, aber die Freude währt nicht lange. Das Grundwasser geht zur Neige, und Blablas von besorgten Nachbarn herbeigerufene Eltern fordern, dass die Gülle bis Montag wieder zurück ist.

### 7. Der BlaBla-Mein-Dorf-Komplex
Erstausstrahlung: 24. Juni 2025
Regie: Marc Philip Ginolas
Gabi verlässt den Gasthof, und auch Carlo fühlt sich eingeengt. Zusammen mit seinen Freunden besetzt er ein leerstehendes Haus. Aydin berichtet, dass er einen Praktikumsplatz beim HSV bekommen hat. BlaBla befürchtet das Ende ihrer Freundschaft. Die örtliche Polizei beendet die Besetzung und holt die Jugendlichen aus dem Gebäude.

### 8. Der Tag, als Carlo Brenner starb
Erstausstrahlung 24. Juni 2025
Regie: Marc Philip Ginolas
Als Stammgast Konne im Gasthaus stirbt, versuchen seine Freunde Hartmut und Roberto, die Leiche heimlich aus dem Dorf zu schaffen – seinem Wunsch entsprechend, nicht in Hintervorderbach begraben zu werden. Carlo entdeckt die beiden im Kühlkeller und hilft widerwillig mit. Auf dem improvisierten Leichentransport stoßen auch Aydin, BlaBla und die zurückgekehrte Tante Gabi zur Gruppe und helfen bei der Beerdigung. Zum Dank erhält Carlo von den beiden Männern genug Geld, um seine Schulden beim Vater zu begleichen und nach Australien zu reisen. Doch auf dem Weg zum Flughafen begegnet er Pia – woraufhin er das Auto seines Vaters erneut zu Schrott fährt und in Hintervorderbach bleibt.

## Drehorte
Als Drehorte wurden Zußdorf und Umgebung ausgewählt. Die beiden Produzenten Marius Beck und Paul Beck, sind dort aufgewachsen. Zußdorf dient als der fiktiver Handlungsort „Hintervorderbach“. Zentraler Schauplatz ist das traditionsreiche Bräuhaus Zußdorf, das für die Serie zum „Gasthof Bären“ wurde. Weitere prägende Motive sind der Bauwagen-Platz oberhalb des Römerwegs sowie ein Abrisshaus in der Dorfmitte. Für den „Güllegruben-Pool“ diente ein Bauernhof in Ruschweiler als Kulisse, während die Unfallstelle oberhalb von Latten und im Mastenweg nahe der Auhöfe inszeniert wurde.
Das Zeltfest entstand in Kooperation mit dem Musikverein Pfrungen auf dem Riedfest, der Abiball wurde im Dorfgemeinschaftshaus „Schalander“ in Zußdorf gedreht. Viele Straßenszenen und Totalen stammen aus den umliegenden Ortschaften Wilhelmsdorf, Esenhausen und Zußdorf selbst. Weitere Drehorte waren ein privates Wildgehege in Riedhausen, der Waldsportplatz des SV Zußdorf, eine Waschanlage im Gewerbegebiet Rotäcker, eine Tankstelle in Wilhelmsdorf sowie ein Autostudio bei Omnibus Bühler in Esenhausen. Autofahrten und Blitzer-Szenen wurden unter anderem auf der Strecke zwischen Höhreute und Illmensee inszeniert. Auch die Bushaltestelle „Zußdorf Ort“ wurde für die Serie genutzt.

## Musik
Der Titelsong der Serie ist „Von hier an blind“ von Wir sind Helden und wird im Vorspann jeder Folge verwendet. Darüber hinaus kommen im Verlauf der Staffel zahlreiche bekannte Songs aus den 1970er- und 2010er-Jahren zum Einsatz, die zur popkulturellen Verortung der Serie beitragen.
Der Originalscore stammt von der Münchner Band Hochzeitskapelle, deren Kompositionen durch eine Mischung aus Blasmusik, Jazz und experimentellen Elementen den musikalischen Grundton der Serie prägen.

## Rezeption
In der TAZ schreibt Arabella Wintermayr: „Tschappel schließt […] eine Lücke und zeigt eine Lebensrealität, die zwar Zahlreiche betrifft, aber abseits verklärender Heimatkitschproduktionen kaum je im Fernsehen repräsentiert ist. Der Serie gelingt dabei nicht nur der Balanceakt, weder zweifelhafte „Volkskulturromantik“ zu betreiben noch in ein Lächerlichmachen alles Ländlichen abzugleiten. Sie überzeugt auch mit ihrem treffenden Blick auf universelle Themen.“
Matthias Hannemann schreibt in der FAZ, „Tschappel“ erinnere in seiner Machart an How to Sell Drugs Online (fast) und die frühen Werke von Detlev Buck, verbinde aber freche Dorfkomik mit eigenem Ton. Besonders lobt er den hemmungslosen Mundarteinsatz, die treffsicheren Dialoge, das starke Ensemble rund um Bernd Gnann, Bärbel Stolz und Nina Gnädig sowie die „freche Kameraarbeit“ von Conrad Lobst. Die Serie sei „ein Sommer der Freundschaft“, in dem das Leben selten offener vor einem liege als hier – man müsse nur am Ortsschild vorbeikommen.
Barbara Schuster lobt Tschappel in einem Review für SPOT Media für die „authentischen Dialoge“ und führt fort, es sei den Serienmachern gelungen, „die Ödnis auf dem Land mit viel Humor einzufangen und dabei immer einen liebevollen Blick auf ihre Figuren zu werfen.“
Tilmann P. Gangloff schreibt auf tittelbach.tv, Tschappel sei eine temporeiche und originell gestaltete Serie mit überzeugenden jugendlichen Darstellern, die vor allem durch Witz, überraschende Wendungen und visuelle Kreativität überzeuge. Besonders hervorgehoben werden die einfallsreiche Machart, der pointierte Einsatz von Popsongs und die liebevolle Gestaltung bis ins Detail – auch wenn das hohe Tempo der ersten Folge im weiteren Verlauf nicht ganz gehalten werde.
In einer Kritik in der Schwäbischen Zeitung lobte Wolfgang Heyer die Nähe der Serie zur oberschwäbischen Mentalität und ihrer landwirtschaftlich geprägten Kultur. Besonders der humorvolle „Melkgruß“ der Figuren Blabla und Aydin habe laut Heyer Kultpotential und sei bereits auf regionalen Zeltfesten aufgegriffen worden.